# 瓦西里·格拉祖诺夫
瓦西里·阿法纳希耶维奇·格拉祖诺夫（俄語：Василий Афанасьевич Глазунов，1895年1月1日—1967年6月27日）苏联中将，曾担任苏联空降兵首任司令，两次荣获苏联英雄称号。1950年10月前往中华人民共和国担任中共中央军委军训部的首席顾问，负责部队的军事训练。